# Willem de Pannemaker
Willem de Pannemaker (1512 - 1582) fou dels millors dissenyadors i fabricant de tapissos flamencs del segle xvi, i residí a Brussel·les durant un llarg període. El seu renom internacional feu que les seves sèries de tapissos fossin adquirits arreu del món. L'any 1580, la Generalitat de Catalunya adquirí tres sèries de tapissos de Pannemaker que encara són de la seva propietat.
Va ser un dels membres més destacats de la família dels Pannemaker, que a la ciutat de Brussel·les rebia diferents comandes destinats als papes i membres de les cases reials europees, molts d'ells encarregats pels Habsburg.
Al seu taller es van realitzar diferents tapissos, com la sèrie sobre la Conquesta de Tunísia per Carles V que es troba exposada a l'Alcàsser de Sevilla i la Reial Armeria del Palau d'Orient de Madrid.
També va produir una col·lecció de vuit tapissos sobre tema mitològic encarregada per Juan de la Cerda, IV Duc de Medinaceli i Governador dels Països Baixos entre 1571 i 1573, que relaten els amors del déu Mercuri, fill de Júpiter, amb Herse, filla del rei de l'Àtica. Aquest conjunt, titulat Els amors de Mercuri i Herse, es va dispersar a principi del segle XX i actualment es troba distribuït entre el Museu del Prado, Casa d'Alba, Casa de Medinaceli, Duquessa de Cardona i el Museu Metropolità de Nova York. De manera excepcional, la sèrie es va reunir en una exposició en el Prado el 2010.
Una sèrie de tres tapissos sobre la batalla de Jemmingen, esdevinguda en 1568, es conserva al Palau de Llíria de Madrid (col·lecció Casa d'Alba). La Generalitat de Catalunya posseeix tres sèries de vuit tapissos de Pannemaker adquirits el 1580.